# Takholmi och Pastuskeri
Takholmi och Pastuskeri (Bastuskär[källa behövs]) med Räyhä är en ö i Finland. Den ligger i Bottenhavet och i kommunen Euraåminne (tidigare Luvia) i den ekonomiska regionen  Björneborgs ekonomiska region i landskapet Satakunta, i den sydvästra delen av landet. Ön ligger omkring 23 kilometer väster om Björneborg och omkring 240 kilometer nordväst om Helsingfors.
Öns area är 80,1 hektar och dess största längd är 2,1 kilometer i öst-västlig riktning.

## Sammansmälta delöar
- Takholmi 61°24′46″N 21°21′28″Ö / 61.41276°N 21.35783°Ö
- Pastuskeri (Bastuskär) 61°24′25″N 21°22′27″Ö / 61.40708°N 21.37419°Ö
- Räyhä 61°24′48″N 21°21′00″Ö / 61.41342°N 21.34997°Ö

## Klimat
Inlandsklimat råder i trakten. Årsmedeltemperaturen i trakten är 4 °C. Den varmaste månaden är augusti, då medeltemperaturen är 16 °C, och den kallaste är januari, med −8 °C.